# Сотенна серія (снукер)
Се́нчурі-бре́йк (англ. century break — «сотенна серія») — серія у снукері, яка дорівнює 100 і більше очкам.
Виконання сотенної серії — показник високого професійного рівня гри.
Абсолютним рекордсменом за кількістю сотенних серій є п'ятиразовий чемпіон світу Ронні О'Салліван: на його рахунку більше 1000 сенчурі.
Для гравців особливо почесно потрапити в так званий список «100+» — список снукеристів, яким вдалося зробили 100 і більше сенчурі за свою кар'єру.

## Список снукеристів, що зробили 100 і більше сенчурі-брейків
Нижче представлений повний список цих гравців з деякими додатковими показниками.
Гравці, чиї імена виділені сірим кольором, на цей час не виступають у професійних турнірах.
- Золотим кольором виділено гравці, які зробили більше 1000 сенчурі-брейків.
- Персиковим кольором виділено гравці, які зробили більше 500 сенчурі-брейків.
- Блакитним кольором виділені гравці, які зробили більше 400 сенчурі-брейків.
- Сірим кольором виділено гравці, які зробили більше 300 сенчурі-брейків.
- Салатовим кольором виділено гравці, які зробили більше 200 сенчурі-брейків.
- — ставали чемпіонами світу.

| Місце | Гравець          | Усього сенчурі | Максимум сенчурі за сезон | Максимальні брейки |
| ----- | ---------------- | -------------- | ------------------------- | ------------------ |
| 1     | Ронні О'Салліван | 1202           | 74                        | 15                 |
| 2     | Джон Хіггінс     | 1000           | 58                        | 12                 |
| 3     | Джадд Трамп      | 1000           | 102                       | 8                  |
| 4     | Ніл Робертсон    | 898            | 103                       | 5                  |
| 5     | Стівен Хендрі    | 777            | 53                        | 11                 |
| 6     | Марк Селбі       | 774            | 63                        | 5                  |
| 7     | Шон Мерфі        | 629            | 52                        | 7                  |
| 8     | Дін Цзюньхуей    | 618            | 62                        | 6                  |
| 9     | Марк Вільямс     | 594            | 56                        | 3                  |
| 10    | Марк Аллен       | 571            | 52                        | 2                  |
| 11    | Стюарт Бінгем    | 563            | 61                        | 9                  |
| 12    | Марко Фу         | 512            | 47                        | 5                  |
| 13    | Стівен Магуайр   | 494            | 32                        | 3                  |
| 14    | Раян Дей         | 436            | 39                        | 3                  |
| 15    | Баррі Гокінс     | 424            | 40                        | 3                  |
| 16    | Кайрен Вілсон    | 390            | 74                        | 4                  |
| 17    | Алі Картер       | 381            | 28                        | 3                  |
| 18    | Пітер Ебдон      | 377            | 29                        | 2                  |
| 19    | Джо Перрі        | 363            | 26                        | (145 очок)         |
| 20    | Девід Гілберт    | 362            | 30                        | 2                  |
| 21    | Кен Доерті       | 355            | 24                        | 1                  |
| 22    | Ріккі Волден     | 345            | 23                        | 1                  |
| 23    | Меттью Стівенс   | 344            | 29                        | 1                  |
| 24    | Стів Девіс       | 338            | 31                        | 1                  |
| 25    | Джиммі Вайт      | 325            | 25                        | 1                  |
| 26    | Ентоні Гамільтон | 319            | 16                        | (145 очок)         |
| 27    | Лян Веньбо       | 292            | 30                        | 3                  |
| 28    | Джек Лісовський  | 278            | 34                        | 1                  |
| 29    | Марк Девіс       | 275            | 24                        | 2                  |
| 30    | Том Форд         | 266            | 21                        | 5                  |
| 31    | Грем Дотт        | 262            | 19                        | 2                  |
| 32    | Мартін Гулд      | 245            | 29                        | 1                  |
| 33    | Фергал О'Браєн   | 240            | 17                        | 1                  |
| 34    | Сяо Годун        | 239            | 22                        | 1                  |
| 35    | Домінік Дейл     | 236            | 22                        | (145 очок)         |
| 36    | Майкл Холт       | 233            | 21                        | (144 очки)         |
| 37    | Алан Макманус    | 230            | 24                        | (143 очки)         |
| 38    | Ентоні Макгіл    | 228            | 22                        | (144 очки)         |
| 39    | Джон Перрот      | 221            | 23                        | 1                  |
| 40    | Гері Вілсон      | 209            | 19                        | 4                  |
| 41    | Курт Мефлін      | 208            | 20                        | 2                  |
| 42    | Люка Бресель     | 198            | 18                        | 1                  |
| 43    | Роберт Мілкінс   | 186            | 15                        | 3                  |
| 44    | Стівен Лі        | 184            | 23                        | (145 очок)         |
| 45    | Джиммі Робертсон | 179            | 24                        | (143 очки)         |
| 46    | Меттью Селт      | 178            | 23                        | (144 очки)         |
| 47    | Чжоу Юелун       | 175            | 27                        | 2                  |
| 48    | Майкл Уайт       | 174            | 24                        | (145 очок)         |
| 49    | Тепчайя Ун-Нух   | 170            | 24                        | 4                  |
| 50    | Джеймс Ваттана   | 166            | 22                        | 3                  |
| 51    | Робін Халл       | 166            | 22                        | (145 очок)         |
| 52    | Енді Хікс        | 165            | 16                        | 1                  |
| 53    | Джеймі Коуп      | 164            | 22                        | 3                  |
| 54    | Баррі Пінчес     | 159            | 15                        | 1                  |
| 55    | Марк Кінг        | 156            | 14                        | (146 очок)         |
| 56    | Янь Бінтао       | 153            | 34                        | (142 очки)         |
| 57    | Бен Вулластон    | 152            | 18                        | 1                  |
| 58    | Ендрю Хіггінсон  | 149            | 18                        | 1                  |
| 59    | Джеймі Джонс     | 144            | 20                        | 1                  |
| 60    | Дейв Гарольд     | 143            | 12                        | (143 очки)         |
| 61    | Тянь Пенфей      | 139            | 17                        | (139 очок)         |
| 62    | Чжао Сіньтун     | 136            | 23                        | (145 очок)         |
| 63    | Джеймі Бернетт   | 136            | 17                        | (148 очок)         |
| 64    | Тоні Драго       | 132            | 10                        | 1                  |
| 65    | Найджел Бонд     | 128            | 10                        | (140 очок)         |
| 66    | Віллі Торн       | 126            | 19                        | 1                  |
| 67    | Джо Свейл        | 124            | 12                        | (142 очки)         |
| 68    | Альфі Берден     | 124            | 12                        | 1                  |
| 69    | Ноппон Саєнгхам  | 124            | 13                        | 1                  |
| 70    | Джерард Грін     | 120            | 10                        | (144 очки)         |
| 71    | Марк Джойс       | 116            | 15                        | (143 очки)         |
| 72    | Пол Хантер       | 114            | 27                        | (146 очок)         |
| 73    | Лі Хан           | 111            | 18                        | (145 очок)         |
| 74    | Рід Лоулер       | 111            | 15                        | (143 очки)         |
| 75    | Даррен Морган    | 111            | 14                        | (145 очок)         |
| 76    | Аньда Чжан       | 107            | 15                        | 1                  |
| 77    | Ян Маккалох      | 105            | 13                        | (145 очок)         |
| 78    | Ліам Хайфілд     | 100            | 12                        | (140 очок)         |

## Цікаві факти
- Кожний чемпіон світу з 1987 року має, як мінімум, 168 сенчурі та 1 максимум.
- Ронні О'Салліван і Дін Цзюньхуей є рекордсменами по кількістю сезонів, витрачених на набір 100 сенчурі. Обом знадобилось тільки 5 сезонів. «Антирекорд» належить Тоні Драго, який набрав сотню за 25 сезонів.
- Ентоні Гамільтон є найкращим гравцем у цьому списку з всіх, хто жодного разу не вигравав рейтинговий турнір. На его рахунку 246 сенчурі.
- Ніл Робертсон є рекордсменом по кількості сотенних серій за сезон — 103 сенчурі (сезон 2013/14).
- Стівен Хендрі є рекордсменом по кількості сотенних серій, зроблених на одному рейтинговому турнірі (16, чемпіонат світу 2002).
- Ронні О'Салліван є рекордсменом по кількості максимальних брейків за кар'єру — 13.
- Ніл Робертсон є рекордсменом по кількості сотенних серій за 3 сезони підряд — 202 сенчурі (Снукерні сезони 2011/12-2013/14).